# Fabinho (calciatore 1999)
Fabinho, pseudonimo di Fabio Augusto Luciano da Silva (São José dos Campos, 18 novembre 1999), è un calciatore brasiliano, centrocampista o attaccante dell'América-MG.

## Caratteristiche tecniche
È un centrocampista offensivo che può essere schierato anche sulla linea degli attaccanti.

## Carriera
Nato a São José dos Campos nello stato di San Paolo, è entrato a far parte del settore giovanile del San Paolo nel 2014 e nei sei anni seguente ha conquistato 12 trofei con la maglia del tricolor. L'8 settembre 2019 ha debuttato in prima squadra subentrando al 77' minuto a Juanfran nel corso dell'incontro del Brasileirão perso 1-0 contro l'Internacional.
Svincolatosi dal club paulista il 30 giugno 2020, Il 18 agosto seguente è stato acquistato dall'Athl. Paranaense con cui ha firmato un contratto fino al 2023. Ha debuttato con il club rossonero il 3 settembre nel corso del match disputato contro il Bragantino mentre nove giorni più tardi ha segnato la rete decisiva per la vittoria casalinga contro il Coritiba, la prima fra i professionisti.

## Statistiche
Statistiche aggiornate al 29 maggio 2023.

### Presenze e reti nei club
| Stagione         | Squadra          | Campionato       | Campionato | Campionato | Coppe nazionali | Coppe nazionali | Coppe nazionali | Coppe continentali | Coppe continentali | Coppe continentali | Altre coppe | Altre coppe | Altre coppe | Totale | Totale | Totale |
| Stagione         | Squadra          | Comp             | Pres       | Reti       | Comp            | Pres            | Reti            | Comp               | Pres               | Reti               | Comp        | Pres        | Reti        | Pres   | Reti   |        |
| ---------------- | ---------------- | ---------------- | ---------- | ---------- | --------------- | --------------- | --------------- | ------------------ | ------------------ | ------------------ | ----------- | ----------- | ----------- | ------ | ------ | ------ |
| 2019             | San Paolo        | A1/SP+A          | 0+1        | 0          | CB              | 0               | 0               |                    | -                  | -                  |             | -           | -           | 1      | 0      |        |
| 2020             | San Paolo        | A1/SP+A          | 1+0        | 0          | CB              | 0               | 0               |                    | -                  | -                  |             | -           | -           | 1      | 0      |        |
| Totale San Paolo | Totale San Paolo | Totale San Paolo | 2          | 0          |                 | 0               | 0               |                    | -                  | -                  |             | -           | -           | 2      | 0      |        |
| 2020             | Athl. Paranaense | A1/PR+A          | 0+13       | 1          | CB              | 2               | 0               | CL                 | 5                  | 0                  |             | -           | -           | 20     | 1      |        |
| 2021             | Chapecoense      | PD/SC+A          | 16+10      | 2+0        | CB              | 2               | 0               |                    | -                  | -                  |             | -           | -           | 28     | 2      |        |
| 2021             | Vitória          | B                | 11         | 1          | CB              | 0               | 0               |                    | -                  | -                  | CdN         | 3           | 1           | 14     | 2      |        |
| 2022             | Mirassol         | A1/SP            | 13         | 0          | CB              | 2               | 1               |                    | -                  | -                  |             | -           | -           | 15     | 1      |        |
| 2022             | CRB              | B                | 31         | 8          | CB              | 0               | 0               |                    | -                  | -                  |             | -           | -           | 31     | 8      |        |
| 2023             | Criciúma         | PD/SC+B          | 10+5       | 5+0        | CB              | 2               | 1               |                    | -                  | -                  |             | -           | -           | 17     | 6      |        |
| Totale carriera  | Totale carriera  | Totale carriera  | 111        | 17         |                 | 8               | 2               |                    | 5                  | 0                  |             | 3           | 1           | 127    | 20     |        |